# Alexander Van der Bellen
Alexander Van der Bellen (* 18. ledna 1944 Vídeň) je rakouský politik, vysokoškolský pedagog a ekonom, od roku 2017 prezident Rakouska. V letech 1997–2008 působil jako předseda rakouských Zelených. V roce 2016 byl zvolen rakouským prezidentem, když v opakovaném druhém kole prezidentských voleb těsně porazil kandidáta Svobodné strany Rakouska (FPÖ) Norberta Hofera.
Svůj prezidentský mandát obhájil 9. října 2022 už v prvním kole prezidentských voleb, když získal 56,69 % hlasů a byl zvolen na další šestileté období.

## Život a politická kariéra

### Rodinné zázemí
Narodil se ve Vídni roku 1944 estonské matce a ruskému otci nizozemského původu, kteří uprchli z Estonska před stalinismem. Jeho otec získal roku 1934 po útěku ze Sovětského svazu estonské občanství. Ruštinu, první jazyk svých rodičů, se nikdy neučil. Je ženatý s environmentalistkou Doris Schmidauerovou, z předchozího manželství má dva syny.

### Vzdělání a profesionální kariéra
V roce 1962 vystudoval akademické gymnázium v Innsbrucku a poté studoval ekonomii na Univerzitě v Innsbrucku, kde získal v roce 1970 doktorát. V letech 1972 až 1974 pracoval v Západním Berlíně na Mezinárodním institutu pro management a správu (Internationales Institut für Management und Verwaltung). V roce 1975 se habilitoval a v letech 1976 až 1980 působil jako docent na Univerzitě Innsbruck. V roce 1980 byl jmenován řádným profesorem v oboru ekonomie na Vídeňské univerzitě. V letech 1990 až 1994 zastával funkci děkana fakulty sociálních věd a ekonomie na téže univerzitě.

### Prezidentské volby 2016
V dubnu roku 2016 se ucházel o post rakouského prezidenta. V prvním kole voleb 24. dubna získal 21,4 procenta hlasů a do dalšího kola postoupil společně s Norbertem Hoferem, vítězným kandidátem strany FPÖ. Druhé kolo 22. května vyhrál s výsledkem 50,3 % hlasů.
Úřadu se měl ujmout složením slibu 8. července 2016, avšak 1. července 2016 rakouský Ústavní soud kvůli početným přestupkům proti pravidlům sčítání korespondenčních hlasů zrušil platnost druhého kola voleb. Od 8. července vykonávalo pravomoci prezidenta tříčlenné předsednictvo rakouské Národní rady. Opakované druhé kolo 4. prosince vyhrál Bellen se ziskem 53,8 % hlasů. Do úřadu spolkového prezidenta nastoupil složením přísahy 26. ledna 2017.
Vítězství Van der Bellena v prezidentských volbách uvítali český premiér Bohuslav Sobotka i český ministr obrany Martin Stropnický.

## Zastávané postoje
Van der Bellen podporuje sňatky homosexuálů, ochranu životního prostředí a evropskou integraci. V souvislosti s evropskou migrační krizí kritizoval v roce 2016 tehdejší rakouskou vládu za „tvrdý postup vůči uprchlíkům“ a podporoval politiku německé kancléřky Angely Merkelové.
Opakovaně se vyjádřil, že jako prezident by nejmenoval zástupce Svobodné strany Rakouska do čela vlády, a to i v případě, že by strana vyhrála příští parlamentní volby.
Van der Bellen podporuje možnost dvojího občanství.
V roce 2017 prohlásil, že jestli bude pokračovat šíření islamofobie, tak přijde den, kdy budou ženy vyzvány k nošení islámského šátku ze solidarity k obětem islamofobie.